# Doryidella
Doryidella is een geslacht van kevers uit de familie bladkevers (Chrysomelidae).
De wetenschappelijke naam van het geslacht werd in 1940 gepubliceerd door Laboissiere.

## Soorten
- Doryidella minor Kimoto, 1989
- Doryidella pallida (Jacoby, 1892)